# Gourdon (Saona y Loira)
 Gourdon  es una comuna y población de Francia, en la región de Borgoña, departamento de Saona y Loira, en el distrito de Chalon-sur-Saône y cantón de Mont-Saint-Vincent. No está integrada en ninguna Communauté de communes.

## Demografía
Su población en el censo de 1999 era de 871 habitantes.

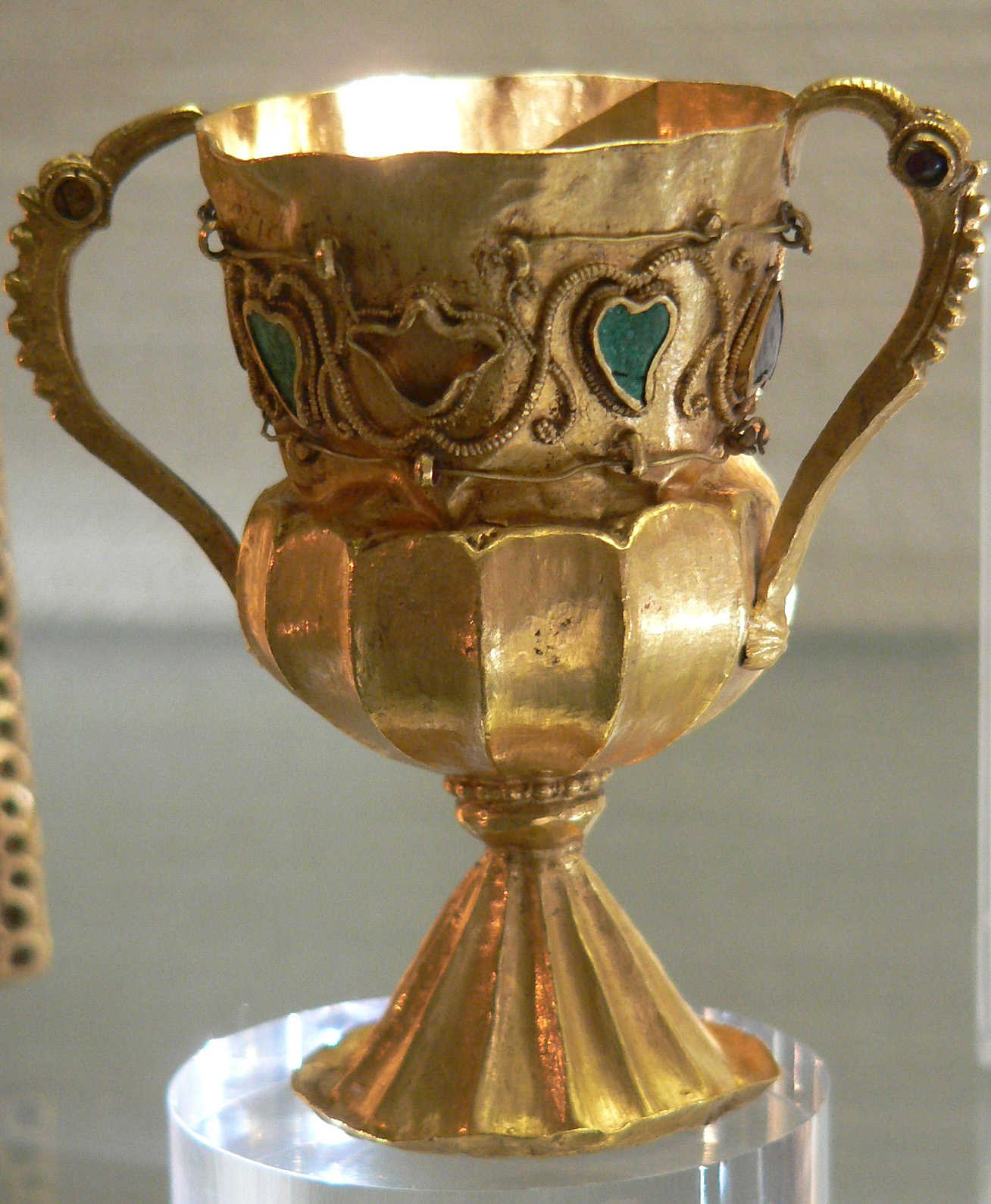
Cáliz del tesoro de Gourdon. Oro, turquesas y granates, finales del s. V - principios del s. VII. Descubierto en 1845.

| 681 | 644 | 798 | 819 | 802 | 871 |
| Para los censos de 1962 a 1999 la población legal corresponde a la población sin duplicidades (Fuente: INSEE [Consultar]) |     |     |     |     |     |